# صبغة حبشية
الصًبغة الحبشية (باللاتينية: Phytolacca abyssinica) نوع نباتي يتبع جنس الصًبغة من الفصيلة الصبغية (باللاتينية: Phytolaccaceae). النبات عالي السمية.

## البيئة والانتشار
سجل وجوده في مدغشقر.